# Clotianidina
La clotianidina correspon al compost químic 1-(2-cloro-1,3-tiazol-5-ilmetil)-3-metil-2-nitroguanidina (C₆H₈ClN₅O₂S).
És un insecticida neo-nicotenoid que va ser desenvolupat per Takeda Chemical Industries i Bayer AG. És persistent en el medi ambient i mostra baixa toxicitat per a moltes espècies però molt alta en altres. És una alternativa als insecticides organofosforats, carbamats i piretroids, ja que comporta menys riscos per la salut humana.